# Leslie Stuart
Leslie Stuart, el seu verdader nom era Thomas A. Barret (Southport, Regne Unit, 15 de març de 1866 - Richmond, Surrey, 27 de març de 1928) fou un compositor anglès de la comèdia musical eduardiana, molt conegut per la reeixida sèrie Floradora (1899) i moltes cançons populars. Estudià orgue i composició i durant set anys fou organista de la catedral catòlica de Salford, passant després a desenvolupar el mateix càrrec altres set anys a l'església del Sant Nom, de .Manchester. Començà a compondre cants populars per a Foli, tals com Rip Van Winkle; The Bandolero, etc., i el 1895 passà a establir-se a Londres. Allà va compondre la música per The Shop Girl, d'Ellaline Terriss; An Artist's Model, de George Edwards, etc.; i aconseguí un èxit sorollós amb Soldiers o'the Queen el 1895. Compongué deuen les operetes; Floradora (1899); The Silver Slipper (1901); The School Girl (1903); The Belle of Mayfair (1906); Havane (1908); Captain Kidd (1909); The Slim Princess (1910); Peggy (1911), etc., totes elles estrenades a Londres.